# Liste der Baudenkmale in Zirchow
In der Liste der Baudenkmale in Zirchow sind alle denkmalgeschützten Bauten der Gemeinde Zirchow (Mecklenburg-Vorpommern) und ihrer Ortsteile aufgelistet. Grundlage ist die Veröffentlichung der Denkmalliste des Landkreises Ostvorpommern mit dem Stand vom 30. Dezember 1996. 

## Baudenkmale nach Ortsteilen

### Zirchow
| ID | Lage                   | Bezeichnung                                | Beschreibung | Bild           |
| -- | ---------------------- | ------------------------------------------ | --- | -------------- |
|    |                        | Kriegerdenkmal                             | |                |
|    | Hauptstraße 6 (Karte)  | Pfarrhaus und Stallscheune                 | |                |
|    | Hauptstraße 7 (Karte)  | Wohnhaus                                   | |                |
|    | Hauptstraße 37 (Karte) | Schule                                     | |                |
|    | Hauptstraße 39 (Karte) | ehem. Pfarrwitwenhaus (Wohnhaus) und Stall | |                |
|    | Hauptstraße 39 (Karte) | Kirche                                     | Die Kirche stammt aus der zweiten Hälfte des 13. Jahrhunderts. Der quadratische Westturm wurde im 15. Jahrhundert angebaut. Die Zirchower Kirche wurde das Motiv einer ganzen Reihe von Bildern des Malers Lyonel Feininger. | Weitere Bilder |

## Quelle
- Bericht über die Erstellung der Denkmallisten sowie über die Verwaltungspraxis bei der Benachrichtigung der Eigentümer und Gemeinden sowie über die Handhabung von Änderungswünschen (Stand: Juni 1997; PDF, 934 kB)

- Karte mit allen Koordinaten:
- OSM |
- WikiMap